# Robert Marcy
Pour les articles homonymes, voir Marcy.
Robert Marx, dit Robert Marcy est un acteur et metteur en scène français, né le 4 juillet 1920 à Paris 18e et mort le 8 septembre 2024 à Clichy. Il est également parolier et compositeur de chansons.

## Biographie
Robert Marcy est issu d'une famille d'origine juive dont on trouve trace dès le XVIIe siècle en Moselle, puis à Paris sous la Révolution. Il compte dans sa parenté la grande tragédienne Rachel.
En 1961, à la suite d’un long cheminement intérieur — et avec l’accompagnement du Révérend Père Ambroise-Marie Carré, alors aumônier des artistes — il demande le baptême catholique. Il est baptisé par le Révérend Père Pierre Van der Meer en l’abbaye d’Oosterhout aux Pays-Bas, et il a pour parrain le philosophe Jacques Maritain.
Il est marié à la comédienne Denise Bosc, ex-pensionnaire de la Comédie-Française. Ils ont deux fils : Christophe Marx, médecin, et le comédien Renaud Marx.
Robert Marcy obtient sa licence en droit pour respecter une prescription paternelle, mais consacre sa vie au théâtre. Il fait aussi quelques incursions notoires  dans la chanson et dans la radio. Il est Chevalier des Arts et Lettres.

### Carrière
Il doit sa formation d’acteur à Charles Dullin dont il est l'élève pendant deux ans au Théâtre de l’Atelier, ainsi qu’à Louis Jouvet dont il suit l’enseignement dans sa classe au Conservatoire en qualité d’auditeur régulier.
Il fait ses débuts en 1938. Sa carrière est interrompue dès l’automne 1940 en raison de ses origines. Il fait l’objet des traques antisémites du gouvernement de Vichy. Il ne peut exercer son métier d’acteur qu’avec des restrictions et uniquement en zone libre — jusqu’en novembre 1942. À cette date, il doit entrer en clandestinité du fait de l’invasion de cette zone par les troupes d’occupation. Il subit, tout comme ses parents et sa sœur Annette, les harcèlements de cette période tragique à laquelle, avec l’aide de quelques Justes parmi les nations, ils ont la chance de survivre.
Sa carrière ne reprend qu’à la Libération, après une absence de quatre ans. Elle ne s’interrompra plus — excepté une courte éclipse vers les années 1970. Robert Marcy est alors sollicité pour animer des sessions de formation à la communication orale, et exercer un entraînement en matière d’expression publique pour des responsables politiques et économiques de haut niveau. Par son extension rapide, cette activité tendant à l’éloigner de la vie théâtrale, il y renonce et décide en 1980 d’y mettre un terme définitif.

### Théâtre
La décennie qui suit son retour à Paris après guerre lui fournit de multiples expériences d’acteur. En 1957, il fonde avec Denise Bosc une compagnie théâtrale, le Groupe Artistique de Paris (GAP) dont ils sont à la fois les animateurs, les protagonistes et souvent les metteurs en scène.
En 1959, le GAP franchit une étape avec L’École des femmes de Molière. Robert Marcy y joue Arnolphe et signe une mise en scène propre à inspirer la plus vive méfiance au Paris théâtral d’alors : l’action est située au XXe siècle dans une petite ville de France. « Une soirée à ne manquer sous aucun prétexte » écrit Claude Sarraute. Bertrand Poirot-Delpech publie une critique dithyrambique dans Le Monde.
Le GAP privilégiera cependant les ouvrages inédits. Il s’attachera également à la mise en scène d’œuvres dont l’auteur n’est pas précisément dramaturge. Ainsi Péguy en 1962 et 1969, Bernanos en 1980 et 1989.
De même Flaubert, à travers son propre personnage : un dialogue puisé exclusivement dans la correspondance Gustave Flaubert-George Sand a été construit, dans le respect du texte, pour produire sur scène un authentique duo entre les deux écrivains. Intitulé «Troubadours de pendule », ce spectacle composé et joué par Denise Bosc et Robert Marcy est représenté pour la première fois en 1983. Jean-Jacques Gautier dans le Figaro Magazine constate : « Ils sont là. On les voit vivre, on les entend s'exprimer». Dans France-Soir, François Chalais conclut : « Heureux public ! ».

### Chanson
Lauréat de la SACEM (Prix René-Jeanne 1982), il se fait connaître comme auteur-compositeur. Les plus connues de ses chansons lui doivent à la fois paroles et musique : La Queue du chat (1947), l’un des succès des Frères Jacques, ainsi que File la laine (1948) popularisée par Jacques Douai. Cette ballade d’allure ancienne qui a désormais franchi les frontières est souvent attribuée par erreur à la tradition médiévale. Il compose également des musiques de scène.  
Lorsqu'il n'en est pas le parolier, il est toujours le compositeur de ses chansons. Il collabore alors avec des auteurs tantôt inconnus, tantôt reconnus : Pierre Delanoë, Jean Cosmos, Henri Kubnick, Bernard Michel, Robert Gall, André Salvet ou Frank Gérald.
Il interprète ses chansons dans les cabarets de Paris de 1949 à 1959 : L’Échelle de Jacob, La Fontaine des Quatre Saisons, Au Lapin Agile, La Colombe, Le Quod libet chez Francis Claude, chez Suzy Solidor, Micheline Grandier, Agnès Capri, Jean Rigaux, etc.

### Radio
Dès la Libération, il participe comme comédien à un grand nombre d’émissions littéraires, dramatiques, et policières, dont la plus célèbre est Les Maîtres du Mystère - émissions poétiques aussi qui font alors l'objet de maintes productions. Ses partenaires habituels sont Alain Cuny, Michel Bouquet, Tania Balachova, Jacques Dufilho, Jeanne Moreau, Daniel Gélin, Serge Reggiani ou Maria Casarès. Il faut y ajouter plusieurs séries d'émissions de variétés littéraires et musicales dont il est auteur et producteur avec Denise Bosc: La Guyenne (1948), Le Marché aux rimes (1950), Sous le manteau d'Arlequin (1951), Variations sur des notes légères (1955), Un Bouquet de marjolaine (1956), Sans vous faire prier (1957), La Queue du chat (1961), De Chansons et d'eau fraîche.
En janvier 1955, il fait partie de la première équipe d’animateurs d'Europe 1. Il contribue en tant que « meneur de jeu »  au succès de cette nouvelle radio. Il anime notamment l'émission Salvadorissimo, en duo avec Henri Salvador sur des textes de Jean-Loup Dabadie. Il assure jusqu’en 1970 la présentation régulière de Musicorama, récital hebdomadaire à l'Olympia qui accueille de nombreuses vedettes de la chanson, françaises et étrangères.

### Télévision
Il joue des rôles épisodiques dans des émissions dramatiques et des séries policières populaires (Maigret, Commissaire Moulin…). Il participe également à des émissions de variétés tantôt dans des sketchs tantôt pour interpréter ses chansons.
Pour le centenaire de la naissance de Charles Péguy, le 24 mai 1973, la 1re chaîne de l’O.R.T.F confie à Robert Marcy et à Denise Bosc la responsabilité de cette célébration ; ils obtiennent la participation de Maurice Clavel — dont c’est le retour à la télévision qu’il boudait depuis 1971. La première partie de cette soirée est consacrée à la pièce Jeanne d’Arc dont le tournage a lieu dans la version qu’ils avaient montée au théâtre en 1962. Pour la deuxième partie — intitulée « Péguy le prophète contre la loi » — ils réunissent sur le plateau un ensemble de personnalités parmi lesquelles plusieurs avaient connu Charles Péguy lui-même (le Professeur Robert Debré, Stanislas Fumet, le Recteur Mallet, Pierre Emmanuel, Bernard Guyon, Jean-Marie Domenach, Roger Secrétain, le Recteur Antoine...). Cette émission ambitieuse et inhabituelle sur une chaîne grand public a cependant recueilli une audience attentive et intéressée.

### Doublage

#### Cinéma
- 1961 : L'Île mystérieuse : Herbert Brown (Michael Callan)
- 1963 : Le Guépard : le père Pirrone (Romolo Valli)
- 1967 : Le Jardin des tortures : Lancelot Canning (Peter Cushing)
- 1971 : Le Venin de la peur : Lowell, le policier scientifique (Ezio Marano (it))

#### Télévision
- Multiples rôles dans Ma sorcière bien-aimée et Jinny de mes rêves
- 1968 : Les Fous du volant : le narrateur (Dave Willock)

## Filmographie

### Court-métrage
- 2015 : Le Jour du marché de Brigitte Lo Cicero - André (Prix du Public au festival de l'Isle-Adam)

## Discographie
- 1957, 33 tours contenant : File la laine, Dans l’île d’amour (paroles de Robert Marcy), Tu l’as dit, Les Gros sous, Complainte de Lazare (paroles de Bernard Michel), L’étang (paroles de Pierre Delanoë), Les faux monnayeurs (paroles de Jean Cosmos), Rimbaud (poème de Rimbaud) et Saint Germain Guitare (ou Du Dôme à la Rotonde, paroles de Dominique Tirmont). Orchestre Jean Lemaire (Vogue, ref LD 338).
- Un 45 tours contenant : Les Gros sous, Saint-Germain Guitare, Tu l'as dit, Les faux-monnayeurs (Vogue, ref EPL 7.240).
- 1958, 45 tours contenant : Les Serments d’amour (paroles de René-Paul Dil), Les Retours de minuit (paroles de Robert Gall), La Plume d’or (paroles de Pierre Delanoë) et La Sagesse des nations (paroles de Robert Marcy). Orchestre Jean Lemaire (Vogue, ref EPL 7482).

## Théâtre
- 1938-1940 :

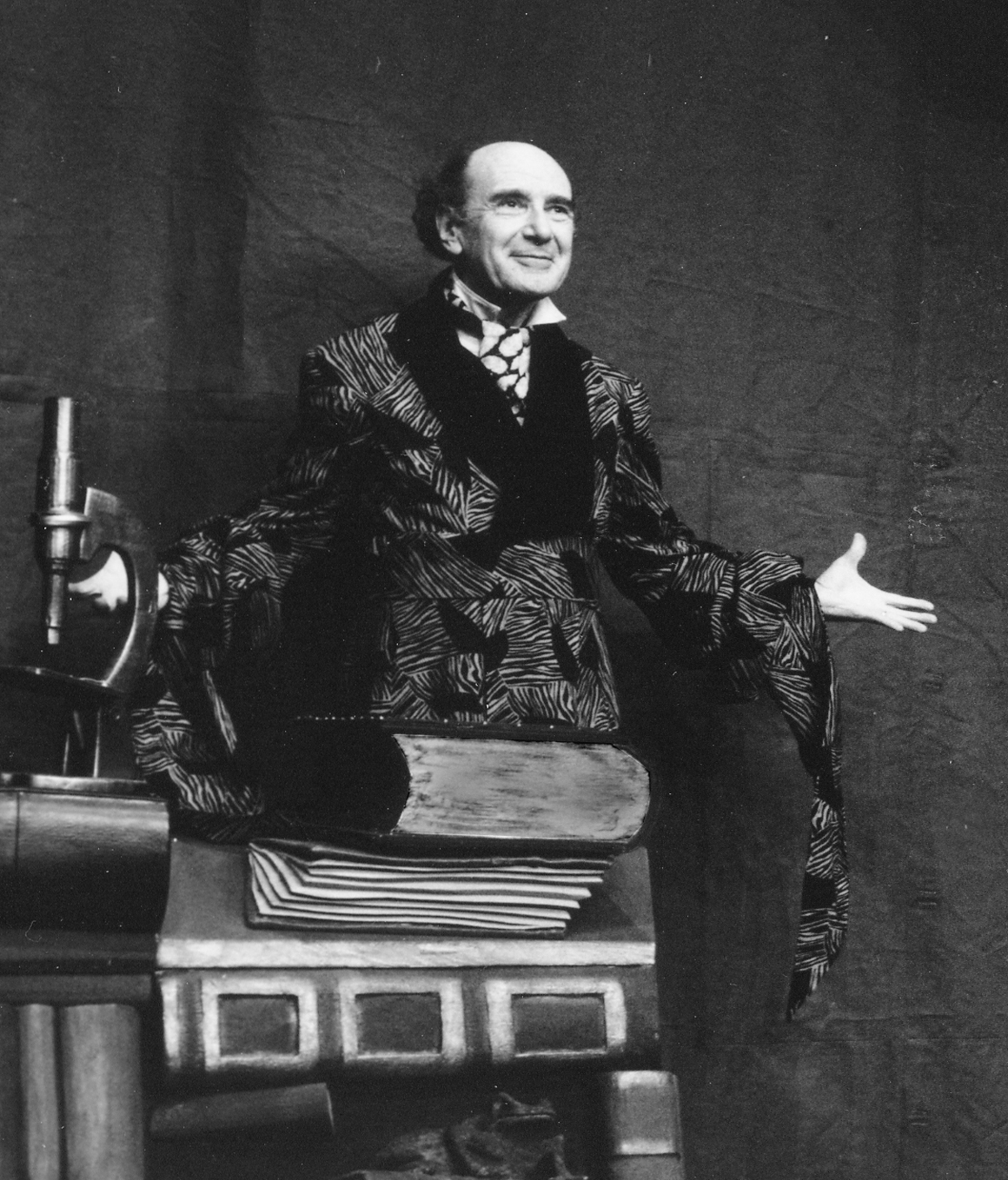
Robert Marcy en 1991 dans Le Château de la Lettre codée.

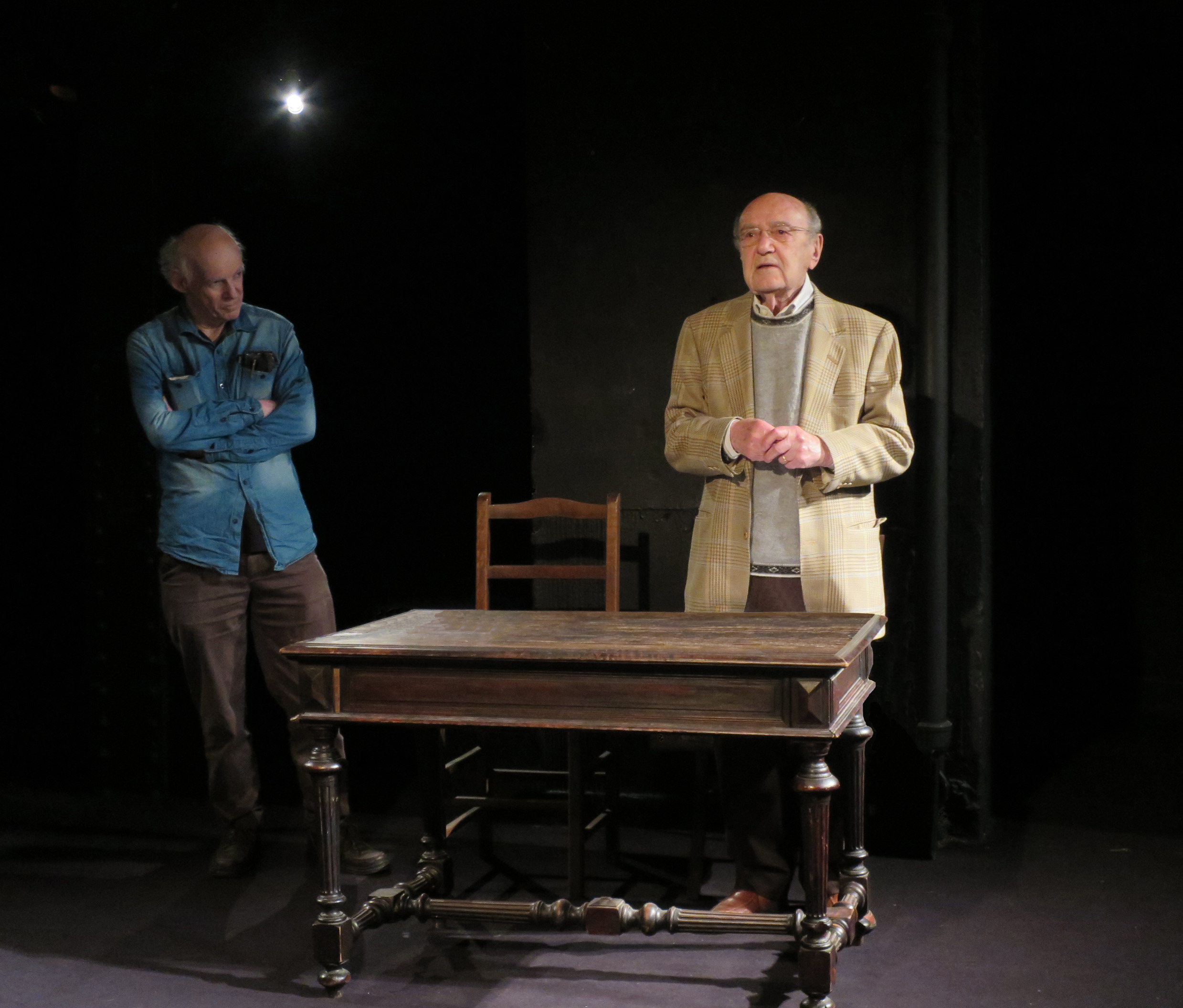
Robert Marcy en novembre 2019 dans Tout Shakespeare en une soirée.

  - Le Nid d’André Birabeau, Philippe, Casino de Vittel
  - Chaleur du sein d’André Birabeau, Gilbert, Casino de Vittel
  - Étienne de Jacques Deval, Étienne, Casino de Vittel
  - Le Vieil homme de Georges de Porto-Riche, Augustin, Casino de Vittel
  - Mademoiselle de Jacques Deval, Maurice, Casino municipal de Nice
- 1940 –1942 : avec la troupe La Comédie en Provence
  - L’Avare de Molière, Cléante
  - Le Malade imaginaire de Molière, Cléante
  - Le Bourgeois gentilhomme de Molière, Cléonte
  - Tartuffe de Molière, Valère
  - Le Dépit amoureux de Molière, Eraste
  - Les Caprices de Marianne d'Alfred de Musset, Cœlio
  - Il ne faut jurer de rien d'Alfred de Musset, Valentin
  - La Mégère apprivoisée de Shakespeare, Cambio
  - Le Songe d’une nuit d’été de Shakespeare, Démétrius
  - Ramuncho de Pierre Loti, Ramuncho
  - Britannicus de Jean Racine, Britannicus
  - Jeanne d’Arc de Charles Péguy, Didier le Portant
  - Mademoiselle de Jacques Deval
- 1941 – 1942  avec Le Rideau Gris (Compagnie André Roussin-Louis Ducreux) 
  - Am-Stram-Gram d’André Roussin, Blaise Théâtre des Célestins-Lyon :
  - Le Carrosse du St-Sacrement de Prosper Mérimée, le Licencié, Théâtre des Célestins-Lyon
  - Fantasio d’Alfred de Musset, Hartmann Théâtre des Célestins-Lyon
- 1945 –1947 :
  - Air Pur de Louis Chassaigne, Pierre, Théâtre de Poche
  - Britannicus de Racine, Britannicus, Théâtre Charles de Rochefort
  - Moumou de Jean de Létraz. Moumou – Tournée en Allemagne
  - Les Fourberies de Scapin de Molière, Octave. Tournée en Allemagne
  - Les Femmes savantes de Molière, Clitandre Théâtre de Chaillot
  - Les Précieuses ridicules de Molière, Du Croisy. Théâtre de Chaillot
  - L’Avare de Molière, Cléante. Théâtre de Chaillot
  - Le Dépit amoureux de Molière, Eraste Théâtre de Chaillot
  - Ces Dames au chapeau vert de Germaine Acremant, Théâtre de Chaillot
  - Marie Tudor de Victor Hugo, Fabiano Fabiani, Théâtre de l’Odéon
- 1948- 1950  
  - Le Dernier Métro pour Cythère de Marcel Moussy 1er Prix du Concours des Jeunes Compagnies.Théâtre Ch. de Rochefort
  - Le Maître de Santiago de Henry de Montherlant, Le Comte de Soria, Théâtre Hébertot
  - Des souris et des hommes de John Steinbeck, Curley, Théâtre Hébertot
  - Les Ingénus de Henri Chabrol, Robert, Théâtre Verlaine
- 1951 - 1952
  - La Foire de la Saint Barthélémy de Ben Jonson, Festival d'Arras
  - Le Sicilien de Molière. Festival d'Arras
  - Récitals poésie/chansons. Festival d'Arras
  - Le Martyre de St. Sébastien de Gabriele D'Annunzio. La Scala de Milan
- 1953 - 1955
  - Les Boulingrin de Georges Courteline, Des Rillettes. Compagnie Jacques Sarthou
  - L'Étrangleuse de Tristan Bernard, Benoît. Compagnie Jacques Sarthou
  - Zamore de Georges Neveux. Festival de Vaison la Romaine
  - Mario et Fredo. Récitals de clowns
- 1956
  - L'École des Femmes de Molière, Arnolphe. Tournée "Comédie Française" Grèce-Turquie
  - Le Cid de Corneille, Le Roi. Tournée "Comédie Française" Grèce-Turquie
  - La Cruche de Courteline, Marvejol. Tournée "Comédie Française" Grèce-Turquie
  - Le Misanthrope de Molière, Oronte. Festival de Vicenza
- 1957 : Gontran XXII d'Alexandre Arnoux, Turlute. Réalisation GAP/Festival d'Arras
- 1958 : Gontran XXII. Reprise. Théâtre des Bouffes-Parisiens
- 1959 : L'École des Femmes de Molière, Arnolphe. Réalisation GAP/Théâtre de Lutèce
- 1960 - 1961 : L'École des Femmes. Tournée internationale
- 1962 : Jeanne d'Arc de Charles Péguy. Maître Nicolas Loiseleur. Réalisation GAP/ Théâtre de l'Alliance Française-Paris
- 1963 : Jeanne d'Arc. Reprise. Théâtre du Vieux-Colombier
- 1964 - 1965 : Jeanne d'Arc. Tournée internationale
- 1966 - 1967 : Libre-Partie Créations à Paris de L'Accompagnateur de Marcel Mithois, Le Meuble de Jean Tardieu, L'Ambroisie de Serge Béhar, Le Fantôme de Marseille de Jean Cocteau ; Réalisation GAP/ Théâtre La Bruyère
- 1969 - 1973 : Le Mystère de la Charité de Jeanne d'Arc de Charles Péguy ; Réalisation GAP Chapelle des Sts-Vincent. Studio des Champs des Élysées. Tournée internationale
- 1980 - 1982
  - Bernanos pour une heure Georges Bernanos. Réalisation GAP/ Théâtre St. Georges. Centre Georges Pompidou. Tournée internationale
  - L'Alouette de Jean Anouilh, L'Archevêque. Théâtre de Paris
- 1983 : Cocteau en chansons musique de Louis Bessières. La mise en scène. Théâtre du Rond-Point
- 1983 - 1985 : Troubadours de Pendule George Sand - Gustave Flaubert, Flaubert. Réalisation GAP/ Théâtre du Lucernaire. Tournée internationale
- 1985 : Les Bâtisseurs d'Empire de Boris Vian, Dupont Léon. Théâtre de l'Ile St-Louis
- 1986 : Procès d'Intention de Richard Dorland, Lui. Réalisation GAP/ Théâtre Les Déchargeurs
- 1988 - 1989 : Quant au Diable n'en parlons pas Georges Bernanos. Reprise de Bernanos pour une heure 1980. Réalisation GAP/ Le Lucernaire
- 1990 : Viol au-dessus un nid de poètes Apollinaire, La Fontaine, Lorca, Baudelaire, Michaux, Norge, Tardieu, Eluard, Cocteau, Villon, Aragon, Laforgue, Tristan Bernard, Vian, Marot, Courteline, Queneau. Réalisation GAP/Le Lucernaire
- 1991 : Le Château de la Lettre codée de Javier Tomeo, Le Marquis. Centre André Malraux-Nancy
- 1992 : La Macabète de René David, Sempiterne. Réalisation GAP/ Théâtre Essaïon
- 1994
  - L'Impasse des Contrariétés de Max Naldini, Le Journaliste. Théâtre Naldini-Levallois
  - A la Vie à la Mort Gustave Flaubert-George Sand, Flaubert.Théâtre-école de Montreuil (TEM), Théâtre Berthelot
- 1997-2009 : Georges Dandin de Molière, Monsieur de Sottenville. Théâtre du Nord-Ouest
- 2000 : Lorenzaccio d'Alfred de Musset Philippe Strozzi
- 2001 : La Confiance de Jean-Luc Jeener. Lui
- 2002
  - Monserrat de Emmanuel Roblès. Le Père Coronil
  - Torquemada de Victor Hugo, Le Marquis de Fuentel
- 2003
  - Le Roi se meurt de Eugène Ionesco, Le Roi
  - La Jeune Fille Violaine de Paul Claudel, Anne Vercors
- 2004 : La Dame de chez Maxim de Georges Feydeau. Le Général Petypon
- 2005 : Une Mauvaise Rencontre de Charles de Gaulle. Le Voyageur. Théâtre du Nord-Ouest et diffusion en direct sur Direct8
- 2006
  - Le Guichet de Jean Tardieu. Le Client
  - La Ville dont le Prince est un Enfant de Henry de Montherlant. Le Supérieur
- 2007 : Claus Peyman et Hermann Beil sur la Sulzewise de Thomas Bernhard ou "Tout Shakespeare en une Soirée", Claus Peymann
- 2009 : La Lettre de Jean-Luc Jeener. Le père
- 2010 : Récitals ; Printemps des Poètes ; Lectures publiques
- 2011
  - L'Amour au Ban de Massamba Diadhiou. La mise en scène. Théâtre du Nord-Ouest et Studio Raspail
  - Dialogue aux enfers entre Machiavel et Montesquieu de Maurice Joly, avec Jean Guerrin, théâtre Berthelot (Montreuil)[10]
  - À torts et à raisons, Ronald Harwood, théâtre Berthelot (Montreuil)[10]
- 2015 : Lecture publique de Le Joueur d'échecs, de Stefan Zweig, Théâtre du Nord-Ouest
- 2018 : Lecture publique de Une aventure parisienne, de Maupassant, Théâtre du Nord-Ouest
- 2019 : Lecture publique de Tout Shakespeare en une soirée, de Thomas Bernhard, Théâtre du Nord-Ouest

## Publication
- Chansons sans âge, de « File la laine » à « La Queue du chat », recueil de 50 chansons avec partitions (Édité par Les Cahiers bleus, Troyes, 2009) [11]

## Hommage
France Musique a diffusé les samedis 4 et 11 janvier 2025 deux émissions d'une heure chacune consacrées à la vie de Robert Marcy. Ces deux émissions Tour de chant produites par le journaliste et historien Martin Pénet contiennent de nombreux entretiens avec Robert Marcy, et donnent à entendre chacune une dizaine de chansons écrites ou composées ou bien chantées par Robert Marcy.